# ابوالقاسم حسینجانی
استادابوالقاسم حسینجانی شاعر، نویسنده، مترجم، اولین فرماندار بندر انزلی، اولین نماینده بندر انزلی در اولین دوره مجلس شورای ملی، فعال سیاسی، متولد شهریور ماه سال ۱۳۲۸ در بندر انزلی از استان گیلان در ایران بود. به خاطر نوشتن کتاب «محراب، چشمه آرامش» در حوزه ادبیات عاشورایی، بزرگداشت وی طی مراسمی در سال ۱۳۸۷ برگزار شد. ابوالقاسم حسین جانی در مراسم مرتبط با شعر، نقد ادبی نیز حضوری فعال داشت.

## زندگی
ابوالقاسم حسینجانی در تاریخ ۱۲ شهریور سال ۱۳۲۸ هجری شمسی، در بندر انزلی در استان گیلان و در خانواده‌ای از طبقه متوسط به دنیا آمد.
پدرش صیاد و ماهیگیر بود. وی هفت سال بیشتر نداشت که پدرش در دریا غرق شد. حسینجانی فرزند بزرگ خانواده بود و مشکلات مالی خانواده که ناشی از غرق شدن پدرش در دریا باعث شد تا تقریباً تا یازده سالگی بی‌سواد بماند. او برای اولین بار به عنوان یک شاگرد سلمانی (آرایشگر ی) فعالیت کاری خود را آغاز کرد. کمی بعد وی با مراجعه به کلاس‌های شبانه اکابر تحصیلات خود را آغاز کرد و موفق شد گواهی نامه پایان تحصیلات تعلیمات بزرگسالان (اکابر) را اخذ کند. پس از آن وی موفق شد در کلاسهای روزانه تحصیلات خود را ادامه دهد و در کلاس ششم ابتدایی ثبت نام کند. وی سپس در کنار تحصیل در مقطع دبیرستان همزمان در چند شغل مختلف نیز مشغول کار بود.
به گفته خودش از سال ۱۳۴۰ کار مطبوعاتی اش را از فروش مطبوعات آغاز کرد. وی قبل از رفتن مدرسه از ساعت پنج صبح فروش مطبوعات را آغاز می‌کرد و سپس به مدرسه می‌رفت. برای مدتی کلید یکی از بنکدارها (عمده فروشی‌ها) را در اختیار گرفته بود و فروش‌های عمده و حسابرسی آن را انجام می‌داد؛ و پس از مدتی نیز حسابداری یک برنج فروشی را بر عهده گرفت.
اولین بار در دوازده سالگی شعری طولانی سرود (برگی از اوراق دیگر شد شکسته/ بار دیگر شاخه‌ای از شاخه‌هایم…)، وی با اتمام مقطع دبیرستان در رشته ریاضی و اخذ دیپلم در سال ۱۳۴۷ موفق به ورود به دانشگاه شد. با وجود علاقه شخصی وی به تحصیل در رشته پزشکی که برگرفته از مطالعات مفصلش در ارتباط با ابوعلی سینا بود اما در نهایت وی در دانشکده فنی دانشگاه تبریز تحصیلات را تا مقطع فوق لیسانس ادامه داد.
طی سالهای پنجاه و شش و پنجاه و هفت که زمان شکل‌گیری انقلاب اسلامی ایران بود، کتاب «حسین (ع) احیاگر آدم» را منتشر ساخت.

کسی که بتواند همهٔ خودش را، همهٔ جان خودش را پای عقیده‌اش بگذرد، در این جهان اصلاً قرار نمی‌گیرد. اگر ما بخواهیم از همه شب‌ها دو شب را جدا کنیم، یکی «شب قدر» است و دیگری «شب عاشورا»، «شب قدر» از بالا به پایین است یعنی یک پیشنهاد است «شب عاشورا» از پایین به بالاست یک «طراحی» است.

وی سه سال قبل از انقلاب، از تبریز به گیلان برگشت و در شهر رشت مستقر و مشغول کارهای فنی شده و دفتری برپا می‌کند و در کنار آن گاهی به تدریس عرصه‌های مختلف علوم فنی نیز می‌پردازد. وی تا زمان پیروزی انقلاب ۱۳۵۷ و مدتی پس از آن موفق به انتشار آثارش نمی‌شود و اکثر آثار وی حدوداً پس از فوت روح‌الله خمینی بنیانگذار جمهوری اسلامی به نشر می‌رسد.

## فعالیت‌های اجرایی و سیاسی
او پس از پیروزی انقلاب تا انتخابات اولین دوره مجلس شورای اسلامی به عنوان فرماندار بندر انزلی منصوب می‌شود و پس از آنان با اعلام کاندیداتوری به عنوان اولین نماینده بندر انزلی در مجلس شورای اسلامی انتخاب می‌گردد. هر چند وی قسمت زیادی از زندگی‌اش در کارهای اجرایی و مدیریتی سیاسی - اجتماعی خلاصه شده است. اما شهرت وی بیشتر به عنوان یک چهره ادبی در زمینه شعر، نویسندگی، مترجمی و تدریس می‌باشد.
زمانی که وی مدیر کل پست منطقه‌ای در تهران بود. چند نفر از دوستان علامه جعفری را برای ملاقات با حسینجانی می‌بردند که شناختی دورادور از ایشان داشت که علامه جعفری پس از آنکه جویای مکان او می‌شود و متوجه می‌شود که وی در اداره پست مشغول کار است بسیار تعجب می‌کنند.

## نمونه شعر
از اشعار معروف وی می‌توان به شعر جاده و اسب مهیا است اشاره کرد:
جاده و اسب مهیاست بیا تا برویم
کربلا منتظر ماست بیا تا برویم
ایستاده است به تفسیر قیامت زینب
آن سوی واقعه پیداست بیا تا برویم
خاک در خون خدا می‌شکفد می‌بالد
آسمان غرق تماشاست بیا تا برویم
تیغ در معرکه می‌افتد و برمی‌خیزد
رقص شمشیر چه زیباست بیا تا برویم
دست عباس به خونخواهی آب آمده است
آتش معرکه برپاست بیا تا برویم
از سراشیبی تردید اگر برگردیم
عرش زیر قدم ماست بیا تا برویم
زره از موج بپوشیم ردا از توفان
راه ما از دل دریاست بیا تا برویم
کاش ای کاش که دنیای عطش می‌فهمید
آب مهریه زهراست بیا تا برویم
چیزی از راه نمانده است چرا برگردیم
آخر راه همین جاست بیا تا برویم
فرصتی باشد اگر باز در این آمد و رفت
تا همین امشب و فرداست بیا تا برویم

## آثار شاخص
- جغرافیای رازها (مجموعه شعر عاشورایی)[۱۱][۱۲]
- عشق کبریت نیست که بی خطرش را بسازند.[۱۱]